# Elaeocarpus adenopus
Elaeocarpus adenopus là một loài thực vật có hoa trong họ Côm. Loài này được Miq. mô tả khoa học đầu tiên năm 1859.